# Watton, East Riding of Yorkshire
Watton är en ort och civil parish i Storbritannien.   Den ligger i kommunen East Riding of Yorkshire och riksdelen England, i den sydöstra delen av landet, 270 km norr om huvudstaden London. Watton ligger 8 meter över havet och antalet invånare är 7 601.
Terrängen runt Watton är platt. Runt Watton är det ganska tätbefolkat, med 139 invånare per kvadratkilometer. Närmaste större samhälle är Beverley, 9,9 km söder om Watton. Trakten runt Watton består till största delen av jordbruksmark.